# Црква Светог Николе у Великој Врбници
Црква Светог Николе у Великој Врбници налази се у селу Велика Врбница у општини Александровац. Представља непокретно културно добро и уписана је у листу заштићених споменика културе Републике Србије (ИД бр. СК 1660).

## Изглед цркве
Сазидана је на локалитету "Соколац", поред реке Пепељуше, а наспрам ње се налази сеоско гробље. По предању, сазидана је на темељима старије грађевине. То је рустична сеоска црква малих димензија и једноставне архитектуре. Основа је правоугаона, са полукружном олтарском апсидом. Засведена је бачвастим сводом. Кров је двоводан, а кровни покривач је ћерамида. Кров апсиде је нижи од крова наоса. Наос се састоји од два травеја, који су означени прислоњеним луцима, а њих носе пиластри. Црква има двоја врата : на западној и на северној страни. Светлост продире у унутрашњост кроз два прозора на јужној страни, један на олтарској апсиди и мањи отвор изнад ње. Црква је раније била малтерисана споља и изнутра, а сада је споља остављен камен без облоге. Једини декоративни елемент је зупчасти кровни венац, сазидан од опеке постављене дијагонално, и плитка ниша изнад западног улаза. Унутрашњи зидови су без фресака, али су сачувани сликани орнаменти на појединим површинама, а најлепши су у олтарском простору и потичу из времена градње цркве. У простору за ђаконикона и проскомидију налази се по једна ниша, а у западном травеју, уз јужни зид прслоњен је аркосолијум. Да ли је то нечији гроб, не зна се, а сада се на том месту, у великој полукружној ниши пале свеће. Под је прекривен каменим плочама, а испред иконостаса је мала кружна солеа. За ктиторе и годину изградње сазнајемо из натписа који се налази уклесан на каменој плочи поред северних врата, односно да је изградња цркве започета 1821. године и да су је градили попови: Јован, Петроније и Георгије.